# Laviai Nielsen
Laviai Nielsen (* 13. März 1996 in London) ist eine britische Sprinterin, die sich auf den 400-Meter-Lauf spezialisiert hat. Mit der britischen 4-mal-400-Meter-Staffel gewann sie bisher drei Medaillen bei Weltmeisterschaften sowie eine Medaille in der Mixed-Staffel.

## Sportliche Laufbahn
Bei ihrem ersten internationalen Auftritt 2015, den Junioreneuropameisterschaften in Eskilstuna gewann sie mit der 4-mal-400-Meter-Staffel in 3:34,36 min die Goldmedaille und siegte in 52,58 s auch im 400-Meter-Lauf. 2017 qualifizierte sie sich über 400 Meter für die Halleneuropameisterschaften in Belgrad und verpasste dort im Finale in 52,79 s als Vierte nur knapp eine Medaille. Mit der 4-mal-400-Meter-Staffel gewann sie aber in 3:31,05 min die Silbermedaille hinter der Mannschaft aus Polen. Bei den IAAF World Relays auf den Bahamas belegte die britische Staffel in 3:28,74 min den vierten Platz. Anschließend belegte sie bei den U23-Europameisterschaften im polnischen Bydgoszcz in 53,18 s den fünften Platz über 400 Meter und erreichte mit der Staffel in 3:30,74 min Rang vier. Im August startete sie mit der Staffel bei den Weltmeisterschaften in London, bei denen sie in 3:25,00 min die Silbermedaille hinter den Vereinigten Staaten gewann. 2018 wurde sie bei den Europameisterschaften in Berlin in 51,21 s Vierte über 400 Meter und im Jahr darauf gewann sie bei den Halleneuropameisterschaften in Glasgow in 3:29,55 min erneut die Silbermedaille hinter den Polinnen. Anschließend erreichte sie bei den World Relays in Yokohama in 3:28,96 min Rang sechs. Im Herbst gelangte sie bei den Weltmeisterschaften in Doha über 400 Meter bis in das Halbfinale, in dem sie mit 52,94 s ausschied. Zudem klassierte sie sich mit der Staffel in 3:23,02 min auf dem vierten Platz. 2020 wurde sie beim Bauhaus-Galan in Stockholm in 52,16 s Zweite und außerdem siegte sie beim „Anhalt 2020“ in 52,40 s sowie in 51,70 s beim P-T-S Meeting. Bei den World Athletics Relays 2021 im polnischen Chorzów wurde sie in 3:29,27 min Dritte mit der Frauenstaffel hinter den Teams aus Kuba und Polen und der Mixed-Staffel verhalf sie zum Finaleinzug. Im August startete sie mit der 4-mal-400-Meter-Staffel bei den Olympischen Sommerspielen in Tokio und verhalf der Mannschaft zum Finaleinzug. Auch in der Mixed-Staffel über 4-mal 400 Meter verhalf sie dem Team zum Einzug ins Finale.
2022 erreichte sie bei den Weltmeisterschaften in Eugene mit der 4-mal-400-Meter-Staffel das Finale und gewann dort in 3:22,64 min gemeinsam mit Victoria Ohuruogu, Nicole Yeargin und Jessie Knight die Bronzemedaille hinter den Teams aus den Vereinigten Staaten und Jamaika. Daraufhin schied sie bei den Europameisterschaften in München mit 51,53 s im Halbfinale über 400 Meter aus und verhalf der Staffel zum Finaleinzug und trug somit zum Gewinn der Bronzemedaille bei. Im Jahr darauf gewann sie bei den Weltmeisterschaften in Budapest in 3:21,04 min gemeinsam mit Amber Anning, Ama Pipi und Nicole Yeargin die Bronzemedaille hinter den Teams aus den Niederlanden und Jamaika und in der Mixed-Staffel sicherte sie sich in 3:11,06 min gemeinsam mit Lewis Davey, Rio Mitcham und Yemi Mary John die Silbermedaille hinter den Vereinigten Staaten. 2024 belegte sie bei den Hallenweltmeisterschaften in Glasgow in 50,89 s den vierten Platz im Einzelbewerb und gewann mit der Staffel in 3:26,36 min gemeinsam mit Lina Nielsen, Ama Pipi und Jessie Knight die Bronzemedaille hinter den Teams aus den Niederlanden und den Vereinigten Staaten. Im Mai wurde sie bei den World Athletics Relays auf den Bahamas in 3:12,99 min Erste im C-Lauf in der 2. Qualifikationsrunde in der Mixed-Staffel und sicherte damit dem britischen Team einen Startplatz bei den Olympischen Spielen in Paris. Anschließend belegte sie bei den Europameisterschaften in Rom in 50,71 s den sechsten Platz über 400 Meter. Im August gewann sie bei den Olympischen Sommerspielen in Paris in 3:08,01 min gemeinsam mit Samuel Reardon, Alex Haydock-Wilson und Amber Anning die Bronzemedaille in der Mixed-Staffel hinter den Teams aus den Niederlanden und den Vereinigten Staaten. Zudem schied sie über 400 Meter mit 50,69 s im Halbfinale aus. Zudem gewann sie mit der Frauenstaffel in 3:19,72 min die Bronzemedaille hinter den Teams aus den Vereinigten Staaten und den Niederlanden.
In den Jahren 2019 und 2020 wurde Nielsen britische Meisterin im 400-Meter-Lauf im Freien sowie 2024 in der Halle.

## Familie
Ihre Zwillingsschwester Lina konkurriert ebenfalls bei Laufdisziplinen.

## Persönliche Bestleistungen
- 200 Meter: 23,32 s (−1,1 m/s), 27. März 2024 in Johannesburg
- 400 Meter: 49,87 s, 20. Juli 2024 in London
  - 400 Meter (Halle): 50,89 s, 2. März 2024 in Glasgow